# Presse rotative
 (octobre 2024).
Si vous disposez d'ouvrages ou d'articles de référence ou si vous connaissez des sites web de qualité traitant du thème abordé ici, merci de compléter l'article en donnant les références utiles à sa vérifiabilité et en les liant à la section « Notes et références ».

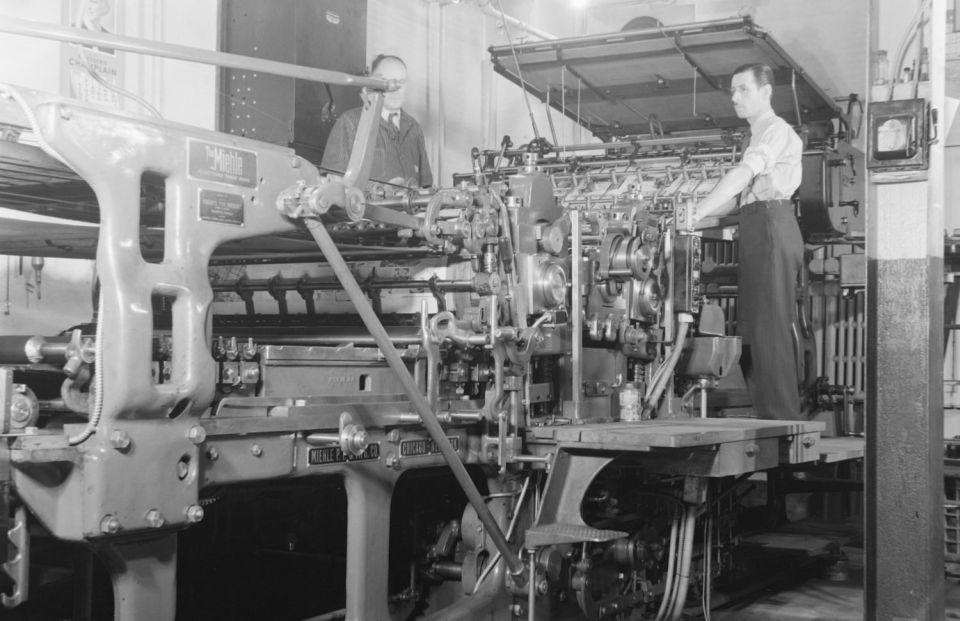
Presse Miehle pour l'impression du journal Le Samedi. Montréal, 1939.

Une presse rotative est une machine qui permet d'imprimer sur des bobines de papier mais également sur des films plastiques ou autres. Une presse à imprimer a un certain débit de papier, la vitesse charnière entre imprimante et presse se situe autour de 10 m/min[réf. nécessaire]. Une presse qui imprime directement des feuilles est appelée une machine feuille.
Une presse rotative peut imprimer en offset, en héliogravure ou en flexographie. L'offset est la technique la plus répandue, c'est ainsi que sont imprimés les journaux, magazines, livres... La machine est souvent composée de quatre groupes imprimants, un pour chaque couleur primaire (cyan, magenta, jaune, noir) ; on parle alors de quadrichromie (CMJN).
On distingue les presses rotatives de labeur (pour l'édition) et les rotatives de presse pour l'impression des journaux (voir article détaillé). Mais bien d'autres techniques d'impression existent aujourd'hui comme la flexographie ou la lithographie.